# Cikán (rybník)
Cikán je rybník o rozloze 4,1 ha nacházející se na jižním okraji Hradce Králové. Leží na toku potoka Biřička a je součástí rybniční soustavy, kterou tvoří retenční nádrž Cesta myslivců a kaskáda rybníků Biřička, Cikán, Datlík a Roudnička.

## Historie
Rybník byl založen roku 1469. V roce 1835 byl vysušen a zalesněn borovicemi a břízami. Část tohoto lesa byla proměněna v louku, která v letech 1865-1882 sloužila jako střelnice královéhradecké vojenské posádky. Později byl les vykácen kompletně. V roce 1898 pak byl rybník obnoven. Roku 1924 byla jeho hráz osázena topoly. V 1. pol. 20. století byl rybník oblíbeným místem ke koupání.
V roce 2012 byl rybník poprvé po 10 letech vyloven. Na rok 2014 je naplánováno jeho odbahnění.

## Název
Rybník leží v místech, kterým se říkalo Na Cikánce. Podle pověsti tu cikánský ženich zabil svou nevěstu, která zde byla následně pohřbena. Od toho pochází název onoho místa i název rybníka.

## Galerie

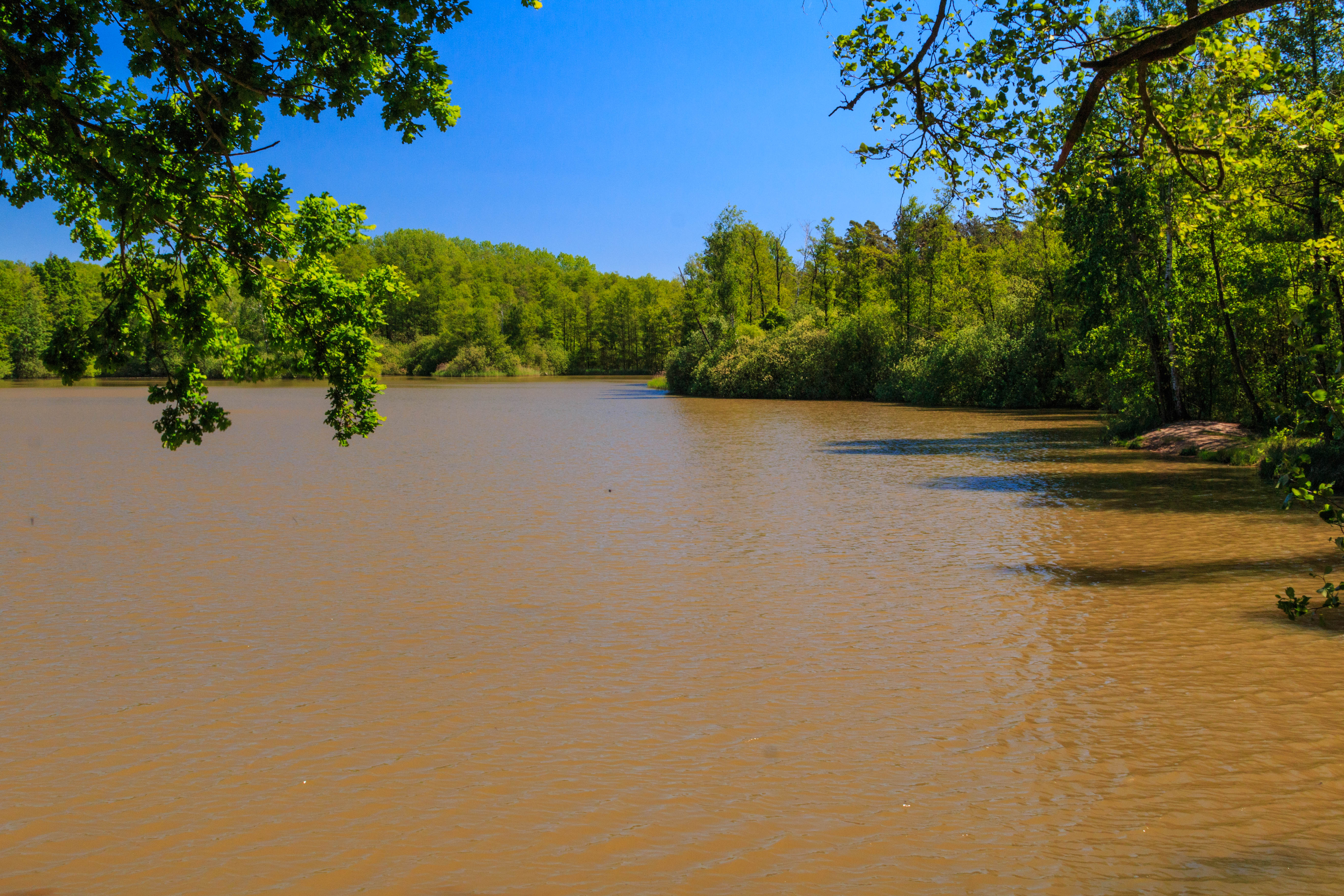
pohled na rybník Cikán u Nového Hradce Králové
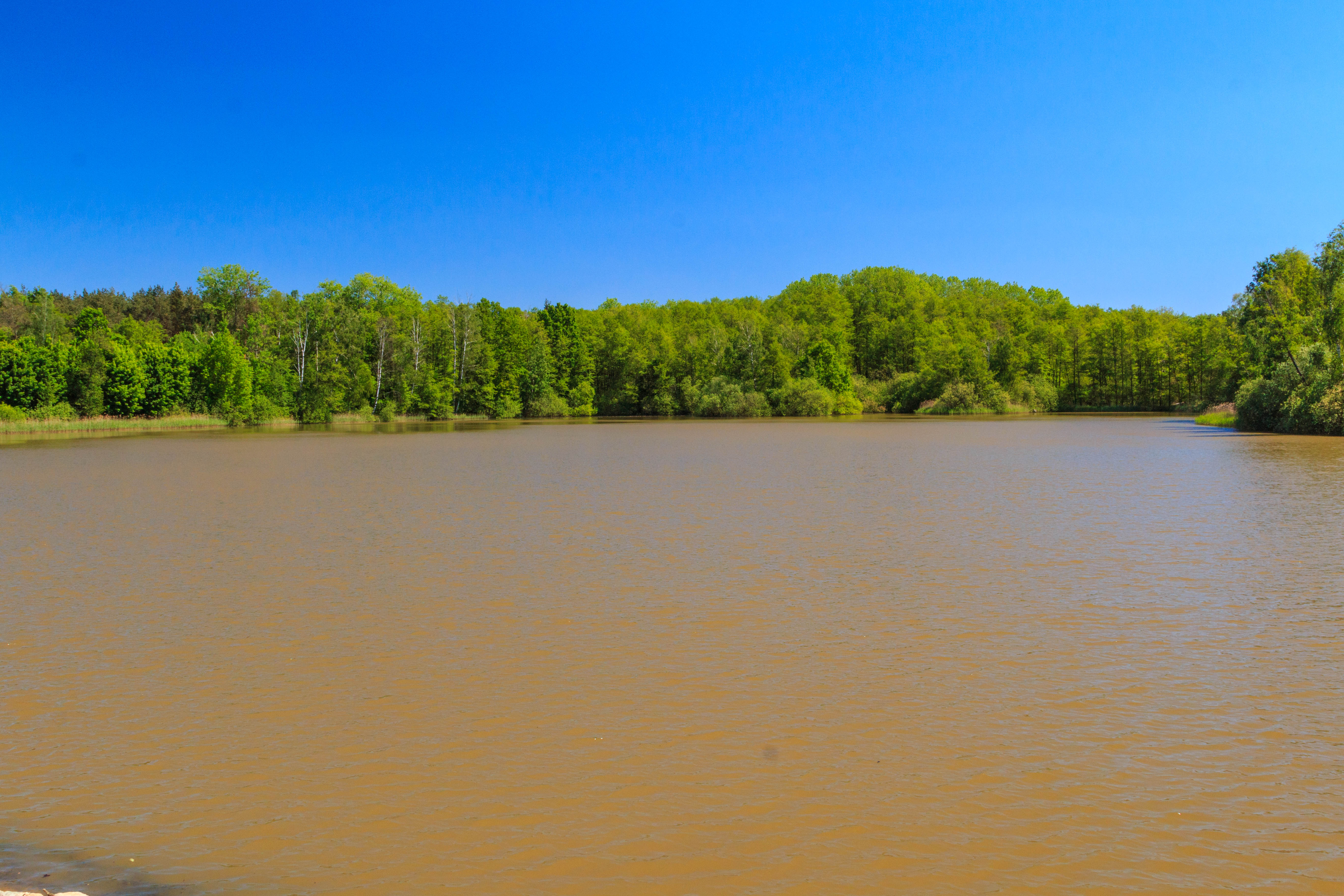
pohled na rybník Cikán u Nového Hradce Králové
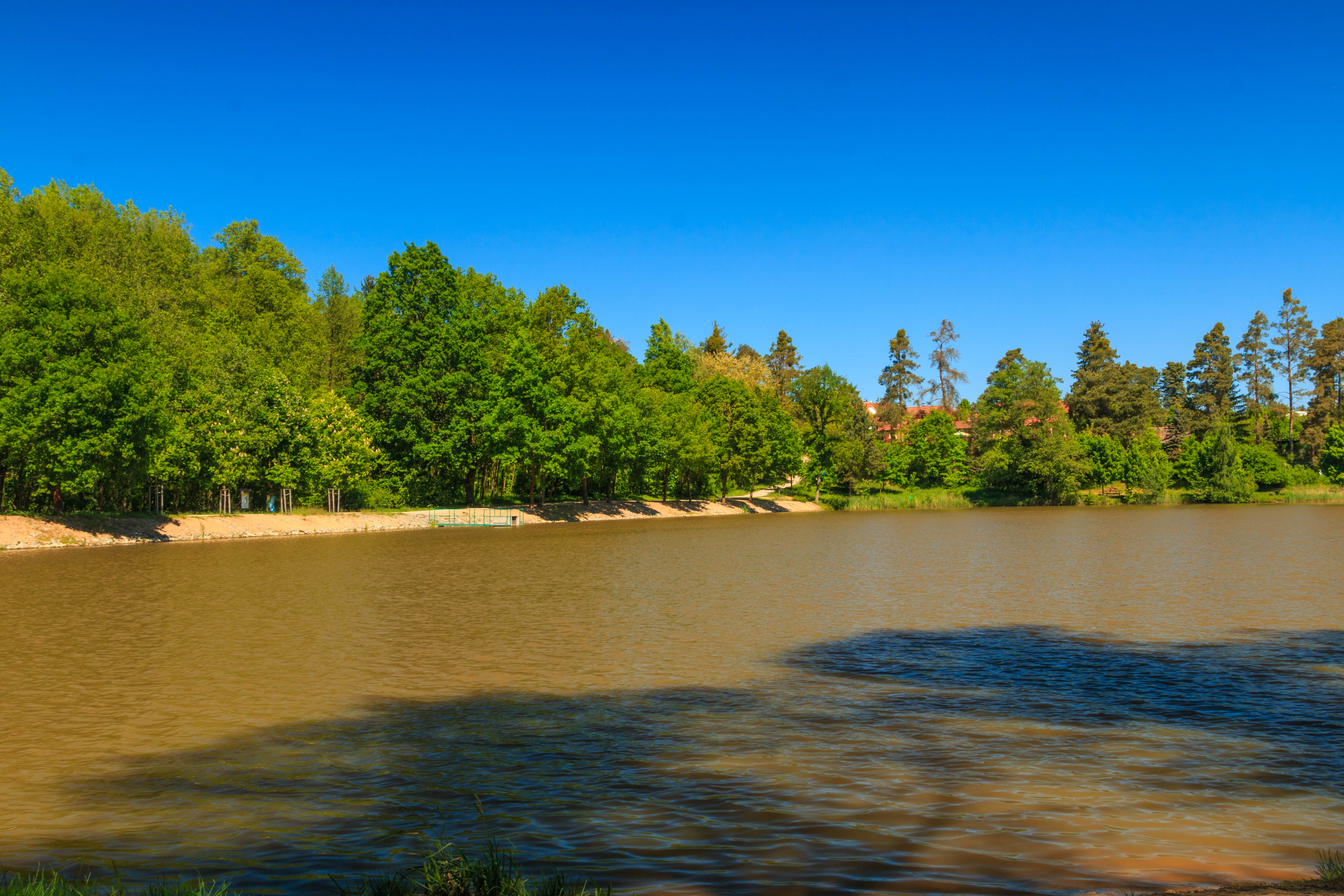
pohled na rybník Cikán u Nového Hradce Králové
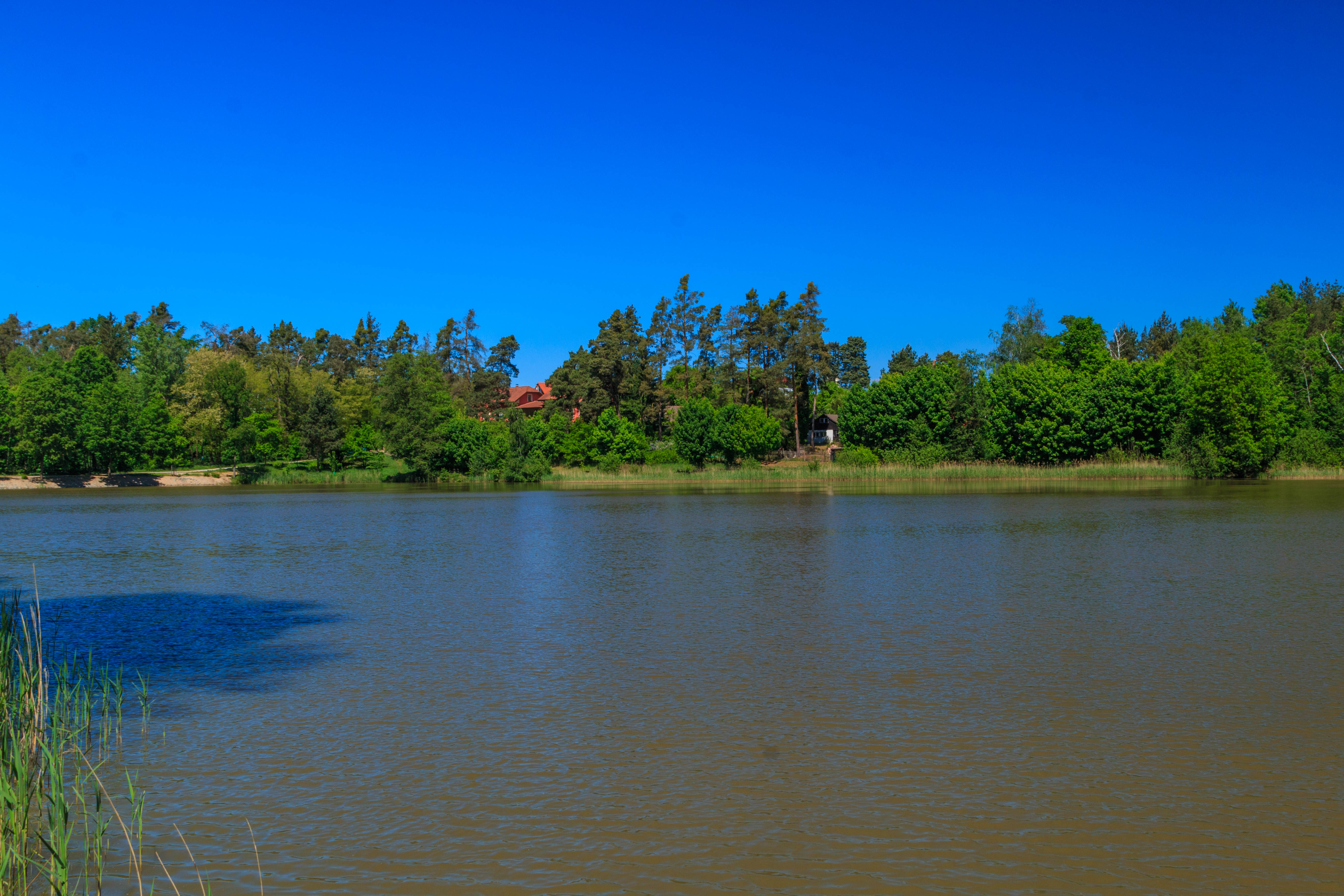
pohled na rybník Cikán u Nového Hradce Králové